# Concert by the Sea, Vol. 2
Concert by the Sea, Vol. 2 è un album live di Cal Tjader, pubblicato dalla Fantasy Records nel 1962. Il disco fu registrato il 20 aprile del 1959 al "Sunset Auditorium" di Carmel (California).
L'album fu pubblicato, nel 1973, anche con il titolo Monterey Concerts (Prestige Records, PR 24026), che conteneva il concerto integrale realizzato al "Sunset Auditorium" (Concert by the Sea Vol. 1 & 2).

## Tracce
1. Love Me or Leave Me – 5:55 (Walter Donaldson, Gus Kahn)
2. Tu crees que ? – 5:26 (Mongo Santamaría)
3. S.S. Groove – 5:17 (John Mosher)
4. A Night in Tunisia – 6:53 (Dizzy Gillespie, Frank Paparelli)
5. Bess, You Is My Woman Now – 4:09 (George Gershwin, Ira Gershwin, DuBose Heyward)
6. Lover Come Back to Me – 3:12 (Oscar Hammerstein II, Sigmund Romberg)
7. Tumbao – 4:56 (Rubén Gonzalez, Cal Tjader)

## Musicisti
Cal Tjader Sextet
- Cal Tjader - vibrafono
- Paul Horn - flauto
- Lonnie Hewitt - pianoforte
- Al McKibbon - contrabbasso
- Willie Bobo - batteria, timbales
- Mongo Santamaría - bongos, percussion